# E. Jerome McCarthy
E. Jerome McCarthy   (20 de febrer de 1928 - Michigan, 3 de desembre de 2015) va ser un professor i autor de màrqueting nord-americà. Va proposar el concepte de la mescla de màrqueting de 4 Ps al seu llibre de 1960 Màrqueting bàsic: un enfocament gerencial, que ha estat un dels llibres de text més importants dels estudis de màrqueting universitari des de la seva publicació. Segons l'Oxford Dictionary of Marketing, McCarthy va ser una "figura cabdal en el desenvolupament del pensament de màrqueting". També va ser fundador, membre del consell assessor i consultor del Planned Innovation Institute, que es va crear per reforçar la indústria de Michigan. El 1987, McCarthy va rebre el premi Trailblazer de l'American Marketing Association i va ser elegit pels acadèmics del ram un dels "cinc pioners" del màrqueting.

## Educació
McCarthy es va llicenciar en Ciències el 1950 a la Northwestern University. Va aconseguir el seu Màster en Arts el 1954 i el doctorat el 1958 a la Universitat de Minnesota. La seva tesi doctoral va ser Anàlisi de l’ús de la investigació de màrqueting en el desenvolupament de productes.

## Carrera

### Inicis de la seva carrera
Va ser professor del Col·legi de Comerç de la Universitat de Notre Dame, a partir del 1956, on va impartir cursos sobre com l'estadística i les matemàtiques s'aplicaven als problemes empresarials.
A la primavera de 1959, mentre era professor del Col·legi de Comerç, va saber que havia rebut una beca Ford Foundation d'un any a la Harvard Business School i a l'Institut de Tecnologia de Massachusetts. A partir del setembre, es va centrar en l'aplicació de les matemàtiques per a empreses, com a part del programa de la Fundació per "enfortir l'educació i la investigació empresarial", i específicament per treballar en models matemàtics per al màrqueting.

### Desenvolupament del model de les 4P
Quan McCarthy va començar la seva carrera docent, l’anomenada "escola de pensament funcional" dominava la disciplina. L'escola funcional es preocupava principalment de fer-se preguntes sobre quines són les funcions del màrqueting, quines activitats realitza el màrqueting, o quin és el paper del màrqueting dins de les organitzacions. Gran part de la teorització a l'escola funcional es va centrar en els serveis de valor afegit realitzats per intermediaris. A mesura que la disciplina de màrqueting madurava, els acadèmics buscaven ara i adés un enfocament més directiu que se centrés en la solució dels problemes i reptes als quals s'enfrontaven els responsables de màrqueting. Al llarg de la dècada de 1950, van sorgir diversos enfocaments diferents del màrqueting directiu. No obstant això, alguns teòrics es van aferrar a l'enfocament funcional, en la mesura que tant l'enfocament funcional com l'enfocament gerencial van coexistir durant una dècada més o menys.
La desaparició de l'enfocament funcional s'ha atribuït en gran part a la contribució de McCarthy. Segons Hunt i Goolsby, "la publicació de Basic Marketing de McCarthy (1960) és àmpliament citada com el 'començament del final' per a l'enfocament funcional". La dècada de 1960 representa un període de transició en què els llibres que adoptaven l'enfocament gerencial existien paral·lelament als que utilitzaven l'enfocament funcional més tradicional.

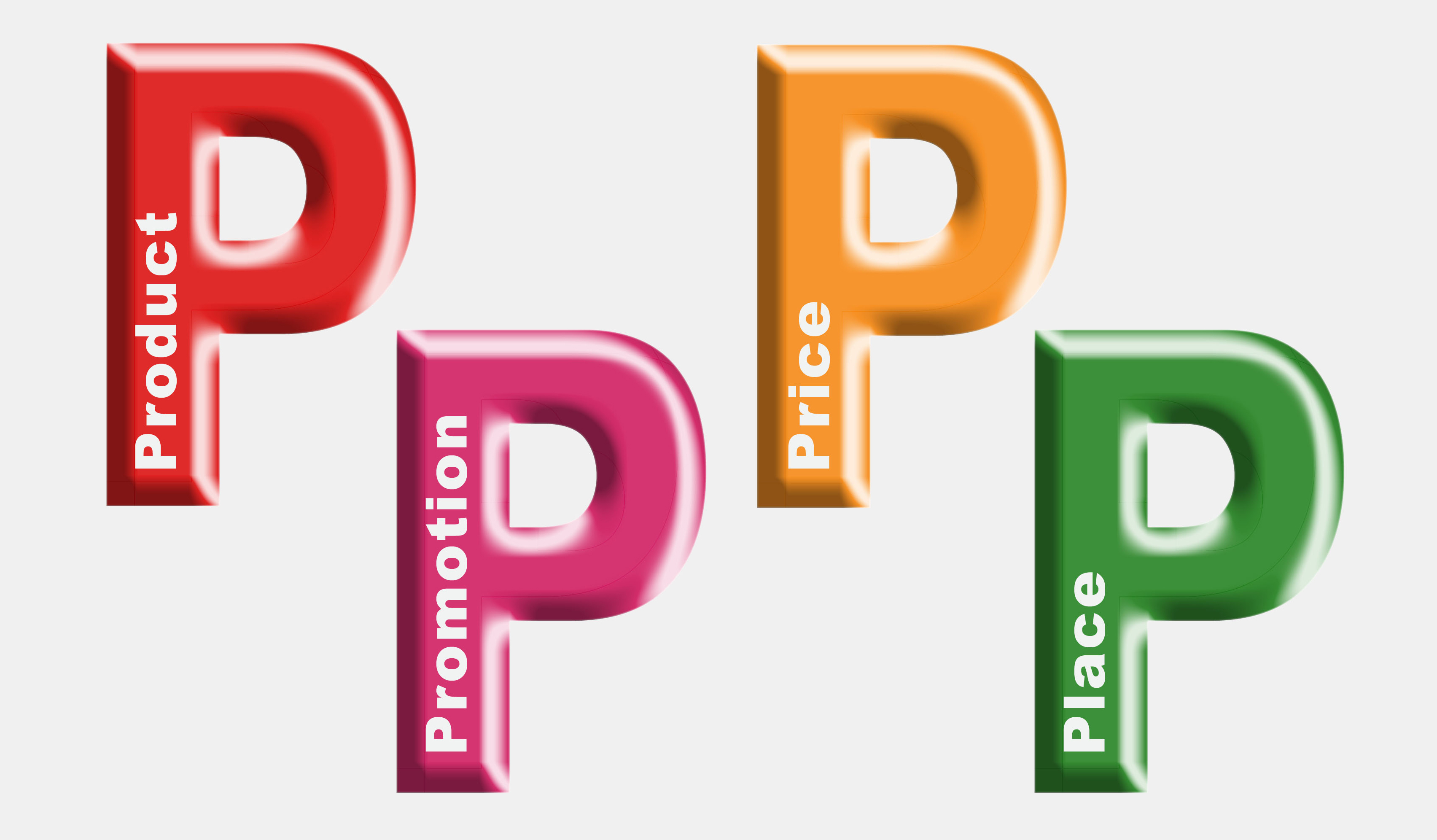
McCarthy va definir el marc conceptual de les 4P per a la presa de decisions de màrqueting, que utilitzava producte, preu, lloc (o distribució) i promoció en el mix de màrqueting.

El 1960, McCarthy va ser el primer a proposar un concepte de màrqueting mix (o mescla de màrqueting) que va tenir ressò tant entre professionals com acadèmics. Al seu llibre de màrqueting Basic Marketing: A Managerial Approach (1960), McCarthy va definir el marc conceptual de les 4P per a la presa de decisions de màrqueting, que utilitzava producte, preu, lloc (o distribució) i promoció en la mescla de màrqueting.{ McCarthy va organitzar el seu text seguint les línies de gestió utilitzant el marc de quatre pés. L'èmfasi del llibre es va centrar en els problemes als quals s'enfronta la gerència de màrqueting, en lloc de mirar les característiques dels sistemes de màrqueting i les seves funcions. A més dels capítols dedicats a les 4P, el llibre també incloïa capítols sobre el comportament del consumidor, la investigació de màrqueting i la segmentació del mercat per completar les eines disponibles per als professionals del màrqueting per a la seva resolució de problemes.
L'enfocament gerencial considera el màrqueting com una ciència de la gestió. Utilitza la resolució de problemes per "desenvolupar una oferta òptima de producte, preu, promoció i lloc (distribució)", segons el Handbook of Marketing. Una característica clau de l'enfocament gerencial és que va començar a allunyar-se dels seus fonaments econòmics i, en canvi, va introduir idees de camps nous i emergents com ara la sociologia i la psicologia, que ofereixen idees útils per explicar aspectes del comportament dels consumidors com la influència de la cultura i la classe social. També va confiar en les ciències quantitatives (estadística) com a font de coneixement".
Abans de la publicació de McCarthy, ja s'estava debatent el concepte d'una mescla de màrqueting, però, hi havia poc consens entre els professionals de màrqueting sobre quins elements haurien de comprendre-la. Es van basar en llistes de comprovació o llargues classificacions de factors que calia tenir en compte per entendre les respostes dels consumidors. Neil H. Borden, de la Harvard Business School, va desenvolupar un model complicat a finals dels anys 40, basat en almenys dotze factors diferents. Per contra, el concepte de McCarthy era un conjunt simplificat i memoritzable de factors per a la planificació directiva i la presa de decisions.
La mescla de màrqueting de McCarthy es basa en quatre variables controlables que una empresa gestiona en el seu esforç per satisfer els objectius corporatius, així com les necessitats i desitjos d’un mercat objectiu. Un cop es comprenen els interessos del mercat objectiu, els professionals del màrqueting desenvolupen tàctiques mitjançant les 4P per animar els compradors a comprar productes. L'ús reeixit del model es basa en el grau en què s'han entès les necessitats i desitjos del mercat objectiu i fins a quin punt els venedors van desenvolupar les tàctiques en conseqüència.
El concepte de les 4P de McCarthy s'adapta especialment a la majoria de productes de consum. El model necessita modificacions per als productes de consum de gamma alta, en aquest cas la gestió de les relacions és un factor important. Els serveis tenen alguns problemes de màrqueting únics que s'han de tenir en compte en la presa de decisions. Les tàctiques per a la comercialització de productes industrials haurien de considerar elements dels acords contractuals a llarg termini. Independentment de les modificacions necessàries en alguns casos, les 4P continuen sent una pràctica de màrqueting generalment acceptada per influir en els compradors i els seus conceptes encara s'exposen als llibres de text contemporanis. A més, la mescla de màrqueting 4P popularitzada per McCarthy s'ha convertit en un marc de màrqueting fonamental i àmpliament adoptat al segle xxi. Això es deu en part a la simplicitat del model, que el fa adaptable a canvis en l'àrea de màrqueting, com ara el comerç per Internet. En lloc de crear un nou model, G. Dominic va expressar que les 4P de McCarthy es podrien utilitzar amb alguna "extensió i ajust" per desenvolupar tàctiques per al camp de màrqueting actual i en constant canvi, com el comerç per Internet.
Basic Marketing: A Managerial Approach és un dels llibres de text de màrqueting més populars del món. Ha estat actualitzat per McCarthy i el coautor William D. Perreault més d’una dotzena de vegades. La 19a edició del llibre de text es va publicar el 2013.

### Educador i autor
McCarthy va obtenir la beca Ford Foundation el 1963 i el 1964, quan va investigar el paper del màrqueting en el desenvolupament econòmic mundial. Després de Notre Dame, McCarthy es va traslladar a Michigan. Va formar part del professorat del Departament de Màrqueting i Gestió de la Cadena de Subministrament de la Michigan State University (MSU). El 2013 va ser nomenat professor emèrit. Durant la seva carrera, McCarthy també va ocupar un lloc a la Universitat d'Oregon.
Com a educador, va aconseguir l'interès dels estudiants en el màrqueting i en la planificació efectiva de les estratègies de màrqueting. També va desenvolupar materials didàctics per a altres professors de màrqueting, inclòs "desenvolupar i millorar textos de màrqueting per reflectir el pensament més actual en el camp".
Ha publicat llibres i articles sobre les àrees de màrqueting general, temes socials en màrqueting i processament de dades.

### Planned Innovation Institute
McCarthy va tenir un paper fonamental al Planned Innovation Institute com a fundador, membre del Consell Assessor i educador consultor. Planned Innovation Institute es va fundar per identificar les causes i crear solucions per afrontar "les principals causes de falles de nous productes a la indústria de Michigan". Va modelar els conceptes del seu programa després del programa de recerca de l'Institut de Ciència i Tecnologia de la Universitat de Michigan.

### Membresies i premis
McCarthy fou membre de l'American Marketing Association i de la Economics Society. El 1987 va rebre el premi Trailblazer d'aquesta associació. També va ser nomenat un dels "cinc pioners" en màrqueting atorgat per professionals i acadèmics de màrqueting.

## Vida personal
McCarthy i la seva dona, Joanne, van tenir vuit fills. Va morir el 3 de desembre de 2015.
Els McCarthys van establir la dotació Joanne N. i E. Jerome McCarthy per a l'educació artística, que ha donat suport al Wharton Center for Performing Arts al campus de la Michigan State University.